# Vlag van Carabobo

Vlag van Carabobo (sinds 2010, ratio 2:3)

De vlag van Carabobo toont een horizontale blauwe baan onder een smalle groene lijn op een roodpaarse achtergrond; de groene lijn wordt onderbroken door een gele afbeelding van de zon met daarin de Arco de Carabobo ("Boog van Carabobo"), een monument in Carabobo.  De vlag is in gebruik sinds 21 juni 2010.
De achtergrondkleur staat symbool voor het bloed bij dat de opstandelingen tegen de Spanjaarden tijdens de Slag van Carabobo van 24 juli 1821 is gevloeid. De blauwe baan staat voor het belang van de Caraïbische Zee voor Carabobo. De groene lijn staat voor de akkerbouw en veeteelt in Carabobo en symboliseert tevens de diverse landschappen die in de deelstaat voorkomen (vlak land, valleien en bergen).
De zon symboliseert het licht dat de duisternis overwint en daarmee de overwinning op de Spanjaarden. De Arco de Carabobo is een monument dat is opgericht ter ere van de Slag van Carabobo. Het monument is een belangrijk ijkpunt van de identiteit van de inwoners van de staat. 

## Voormalige vlaggen

Vlag van Carabobo (1996-2006)
Vlag van Carabobo (2006-2008)